# تانغ ليانغ
تانغ ليانغ (بالصينية: 唐靓) هي لاعبة هوكي الجليد صينية، ولدت في 26 أغسطس 1985.

## وصلات خارجية
- تانغ ليانغ على موقع EliteProspects.com (الإنجليزية)
- تانغ ليانغ على موقع Eurohockey.com (الإنجليزية)
- تانغ ليانغ على موقع أوليمبيديا (الإنجليزية)
- تانغ ليانغ على موقع اللجنة الأولمبية الصينية (الإنجليزية)